# Пауль Гартвіг
Пауль Гартвіг (нім. Paul Hartwig; 14 вересня 1915, Вайшліц — 9 березня 2014, Альтенгольц) — німецький офіцер-підводник, капітан-лейтенант крігсмаріне, віцеадмірал бундесмаріне.

## Біографія
5 квітня 1935 року вступив в крігсмаріне. Служив на борту крейсера «Дойчланд». У липні 1940 року вступив в підводний флот. Після курсу підводного плавання успішно служив вахтовим офіцером на підводному човні U-125. 21 березня 1942 року призначений командиром підводного човна U-517, на якому здійснив 2 походи (провівши в морі в цілому 78 днів). 21 листопада 1942 року човен був потоплений у Північній Атлантиці південно-західніше Ірландії (46°16′ пн. ш. 17°09′ зх. д.) глибинними бомбами торпедоносця «Альбакор» з британського авіаносця Вікторіус. 1 член екіпажу загинув, 52 (включаючи Гартвіга) були врятовані. Всього за час бойових дій потопив 9 кораблів загальною водотоннажністю 27 283 брт.
| Дата            | Назва корабля             | Тип                   | Тоннаж | Вантаж                                                                 | Екіпаж                    | Загинули               | Країна             | Конвой |
| --------------- | ------------------------- | --------------------- | ------ | ---------------------------------------------------------------------- | ------------------------- | ---------------------- | ------------------ | ------ |
| 27 серпня 1942  | Chatham                   | Пасажирський пароплав | 5,649  | 150 тонн продуктів харчування                                          | 563 (з них 428 пасажирів) | 14 (з них 7 пасажирів) | США                | SG-6F  |
| 28 серпня 1942  | Arlyn                     | Торговий пароплав     | 3,304  | 3000 тонн генеральних вантажів, включаючи газ, вантажівки та вибухівку | 54                        | 12                     | США                | SG-6   |
| 3 вересня 1942  | Donald Stewart            | Торговий пароплав     | 1,781  | Авіаційний бензин у барабанах та наливному цементі для ВПС США         | 20                        | 3                      | Канада             | LN-7   |
| 7 вересня 1942  | Mount Pindus              | Торговий пароплав     | 5,729  | 7566 тонн генеральних вантажів і 8 танків як палубні вантажі           | 37                        | 2                      | Королівство Греція | QS-33  |
| 7 вересня 1942  | Oakton                    | Торговий пароплав     | 1,727  | 2289 тонн вугілля                                                      | 20                        | 0                      | Канада             | QS-33  |
| 7 вересня 1942  | Mount Taygetus            | Торговий пароплав     | 3,286  | 4440 тонн генеральних вантажів і 8 танків як палубних вантажів         | 28                        | 5                      | Королівство Греція | QS-33  |
| 11 вересня 1942 | HMCS Charlottetown (K244) | Корвет                | 900    |                                                                        | 64                        | 10                     | Канада             | SQ-35  |
| 15 вересня 1942 | Inger Elisabeth           | Торговий пароплав     | 2,166  | 3400 тонн вугілля                                                      | 26                        | 3                      | Норвегія           | SQ-36  |
| 15 вересня 1942 | Saturnus                  | Торговий пароплав     | 2,741  | Баласт                                                                 | 36                        | 1                      | Нідерланди         | SQ-36  |

11 квітня 1956 року вступив бундесмаріне і був призначений консультантом Федерального міністерства оборони. З вересня 1958 і до кінця 1959 року — ад'ютант генерал-інспектора бундесверу. З січня 1960 року — командир навчального фрегата «Гіппер». З січня 1961 року очолював різні відділи Федерального міністерства оборони. З жовтня 1966 року — командир 1-ї, з березня 1967 року — 3-ї ескадри есмінців. З 1 квітня 1968 року — командир флотилії есмінців. З 1 жовтня 1970 року — заступник командувача, з 1 квітня 1972 року — командувач флотом. 30 вересня 1975 року вийшов у відставку.

## Оцінка сучасників
В некролозі Гартвіга було сказано: «Він був благословенний тим, що міг оглянутись на своє життя, як на успіх.»

## Звання
- Кандидат в офіцери (5 квітня 1935)
- Морський кадет (25 вересня 1935)
- Фенріх-цур-зее (1 липня 1936)
- Оберфенріх-цур-зее (1 січня 1938)
- Лейтенант-цур-зее (1 квітня 1938)
- Оберлейтенант-цур-зее (1 жовтня 1939)
- Капітан-лейтенант (1 квітня 1942)
- Корветтен-капітан (11 квітня 1956)
- Фрегаттен-капітан (1 липня 1958)
- Капітан-цур-зее (1 жовтня 1961)
- Адмірал флотилії (1 квітня 1968)
- Контрадмірал (1 жовтня 1970)
- Віцеадмірал (1 квітня 1972)

## Нагороди
- Медаль «За вислугу років у Вермахті» 4-го класу (4 роки)
- Медаль «У пам'ять 1 жовтня 1938»
- Медаль «У пам'ять 22 березня 1939 року»
- Залізний хрест 2-го і 1-го класу
- Нагрудний знак підводника